# 大三角六邊形二十面體
在幾何學中，大三角六邊形二十面體是一種星形二十面體，由20個星形六邊形組成，其索引編號為DU47。溫尼爾在他的書中列出28種星形多面體模型，並將大三角六邊形二十面體給予編號W34，同時也是溫尼爾描述的第九種星形二十面體。其也收錄於哈羅德·斯科特·麥克唐納·考克斯特的書《五十九種二十面體》中，編號為30。
大三角六邊形二十面體的對偶多面體是一種均勻多面體，是由正五邊形和正三角形組成的大雙三斜三十二面體。

## 性質
大三角六邊形二十面體共由20個面、60條邊和32個頂點組成。其凸包為正十二面體。

### 面的組成
大三角六邊形二十面體是一種由20個全等的六角星所組成的二十面體，是一種所有面皆為非凸面的多面體。組成此多面體的六角星與常見的六角星如大衛之星不同，其只有三個向外尖點。
大三角六邊形二十面體的六角星面互相相交、交錯，而分成了9個部分，其中有三個部分露在外面，同時也是該圖形的尖角，如下圖，以藍色表示；隱沒於圖形內部的部分以灰色表示；圖形中的黑線為與其他面相交的交線；白色部分為此多邊形自我相交偶數次而視為外部的部分。

### 頂角性質
大三角六邊形二十面體的頂角有兩種，一種是由5個面組成的五面角，為向外尖角，共有12個，對應其對偶多面體大雙三斜三十二面體的正五邊形面；另一種是由3個面組成的三面角，對應其對偶多面體的正三角形面。

## 相關多面體

### 內側三角六邊形二十面體
內側三角六邊形二十面體的外觀與大三角六邊形二十面體非常相似，差別在於，內側三角六邊形二十面體有12個頂點隱沒到圖形內側，且內側三角六邊形二十面體比此多面體少了8個頂點。且內側三角六邊形二十面體由於只有一種頂角在抽象理論中可作為一種抽象正多面體，而此多面體則否。
| 名稱 | 內側三角六邊形二十面體 | 大三角六邊形二十面體 |
| 圖像 |                        |                      |
| 種類 | 抽象正多面體           | 普通的星形多面體     |

### 對偶多面體
大三角六邊形二十面體的對偶多面體是大雙三斜三十二面體，是一個由32個面、60條邊和20個頂點組成的非凸多面體，由20個三角形和12個五邊形交錯構成。

### 對偶複合體
大三角六邊形二十面體與其對偶的複合體為複合大雙三斜三十二面體大三角六邊形二十面體。其共有52個面、120條邊和52個頂點，其歐拉示性數為{\displaystyle -16}，虧格為9，有20個非凸面，在威佐夫記號中以(3/2 | 3 5)表示。

## 外部連結
- 埃里克·韦斯坦因. . MathWorld.